# Grammonus yunokawai
Grammonus yunokawai är en fiskart som beskrevs av Nielsen 2007. Grammonus yunokawai ingår i släktet Grammonus och familjen Bythitidae. Inga underarter finns listade i Catalogue of Life.